# Dobrovolný svazek obcí Tichá Orlice
Dobrovolný svazek obcí Tichá Orlice byl svazek obcí (dle § 49 zákona č.128/2000 Sb. o obcích) v okresu Rychnov nad Kněžnou a okresu Ústí nad Orlicí, jeho sídlem byl Borohrádek a jeho cílem je správa sdružených vodovodů a kanalizací a spolupráce členských obcí ve všech odvětvích. Byl založen v roce 1994, před zánikem v roce 2021 sdružoval pět obcí.

## Obce sdružené v mikroregionu
- Borohrádek
- Čermná nad Orlicí
- Plchovice
- Zdelov
- Žďár nad Orlicí